# Dittigheim
Dittigheim ist einer von sieben Stadtteilen von Tauberbischofsheim im Main-Tauber-Kreis in Baden-Württemberg. Der Ort hat 915 Einwohner.

## Geographie

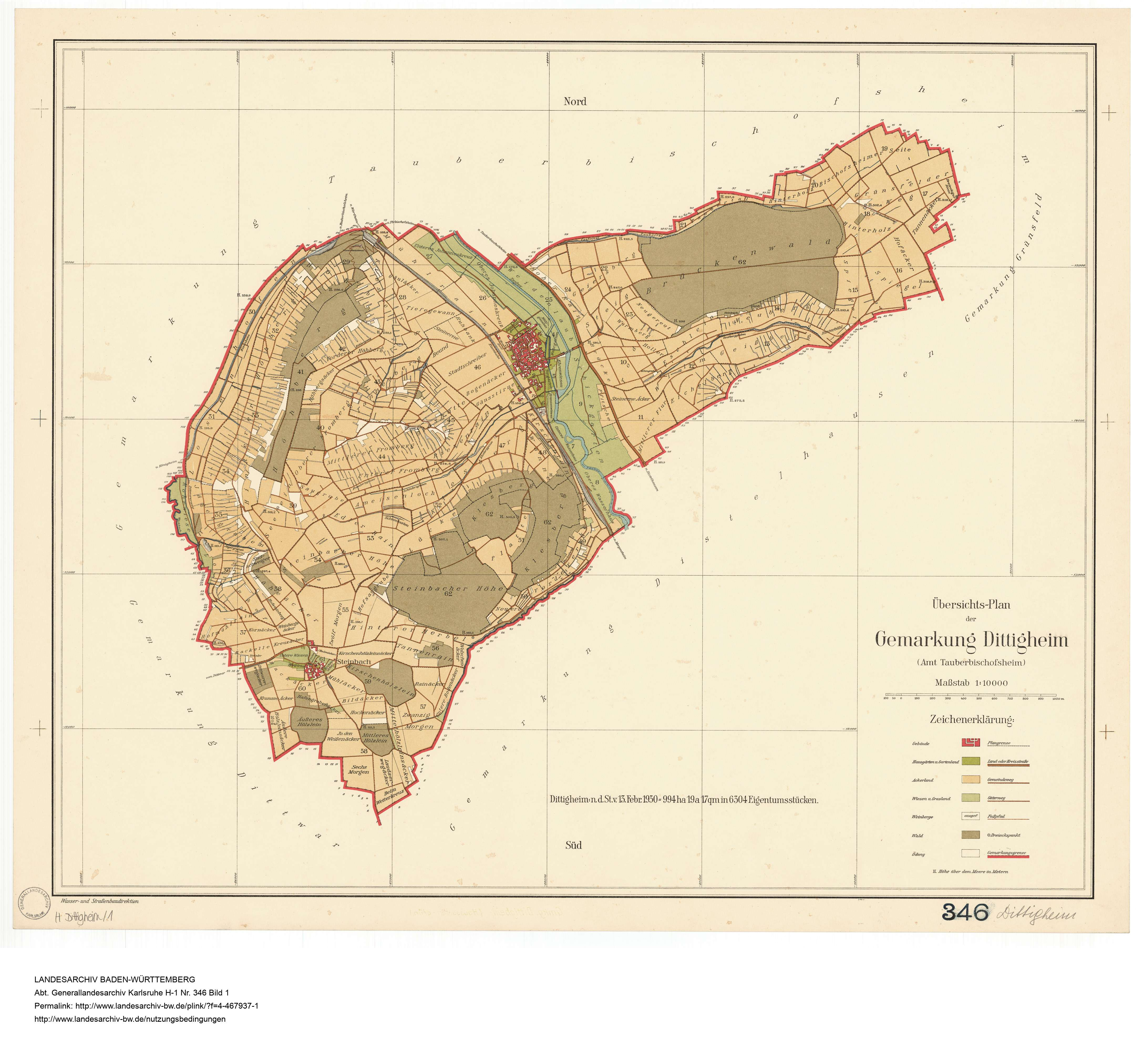
Gemarkung von Dittigheim, 1930

### Geographische Lage
Dittigheim liegt südlich von Tauberbischofsheim an der Tauber. Die Bebauung des Haufendorfes gruppiert sich rund um die Dittigheimer St.-Vitus-Kirche auf der linken Tauberseite. Im Westen befindet sich seit 1956 ein geschlossenes Neubaugebiet im Gewann Zehntfrei. Der Taubertalradweg führt direkt durch den Ort. Zur Gemarkung des Tauberbischofsheimer Stadtteils Dittigheim gehören das Dorf Dittigheim (⊙) und der Weiler Hof Steinbach (⊙) sowie die abgegangene Ortschaft Losenhofen.

### Nachbargemeinden
Jenseits des Dorfes grenzt im Norden Tauberbischofsheim an, im Süden Distelhausen, im Westen Hof Steinbach und Dittwar.

### Schutzgebiete und Naturdenkmale
Auf der Dittigheimer Gemarkung gibt es zwei Naturdenkmale (siehe auch: Liste der Naturdenkmale in Tauberbischofsheim):
- Naturdenkmal 2 Linden Saugrube (Schutzgebiets-Nr. 81281150001); Einzelgebilde-Naturdenkmal; seit dem 10. März 1992.[7]
- Naturdenkmal Felsen Hoher Rain/Steig (Schutzgebiets-Nr. 81281150012); 1,7 ha; flächenhaftes Naturdenkmal; seit dem 10. März 1992.[8]

Das mit Rechtsverordnung vom 3. Mai 1996 ausgewiesene Wasserschutzgebiet Dittigheim mit der WSG-Nr. 128132 umfasst eine geschützte Fläche von 1.114,78 Hektar. Es ist damit eines der größeren Wasserschutzgebiete im Main-Tauber-Kreis.

## Geschichte

### Frühzeit

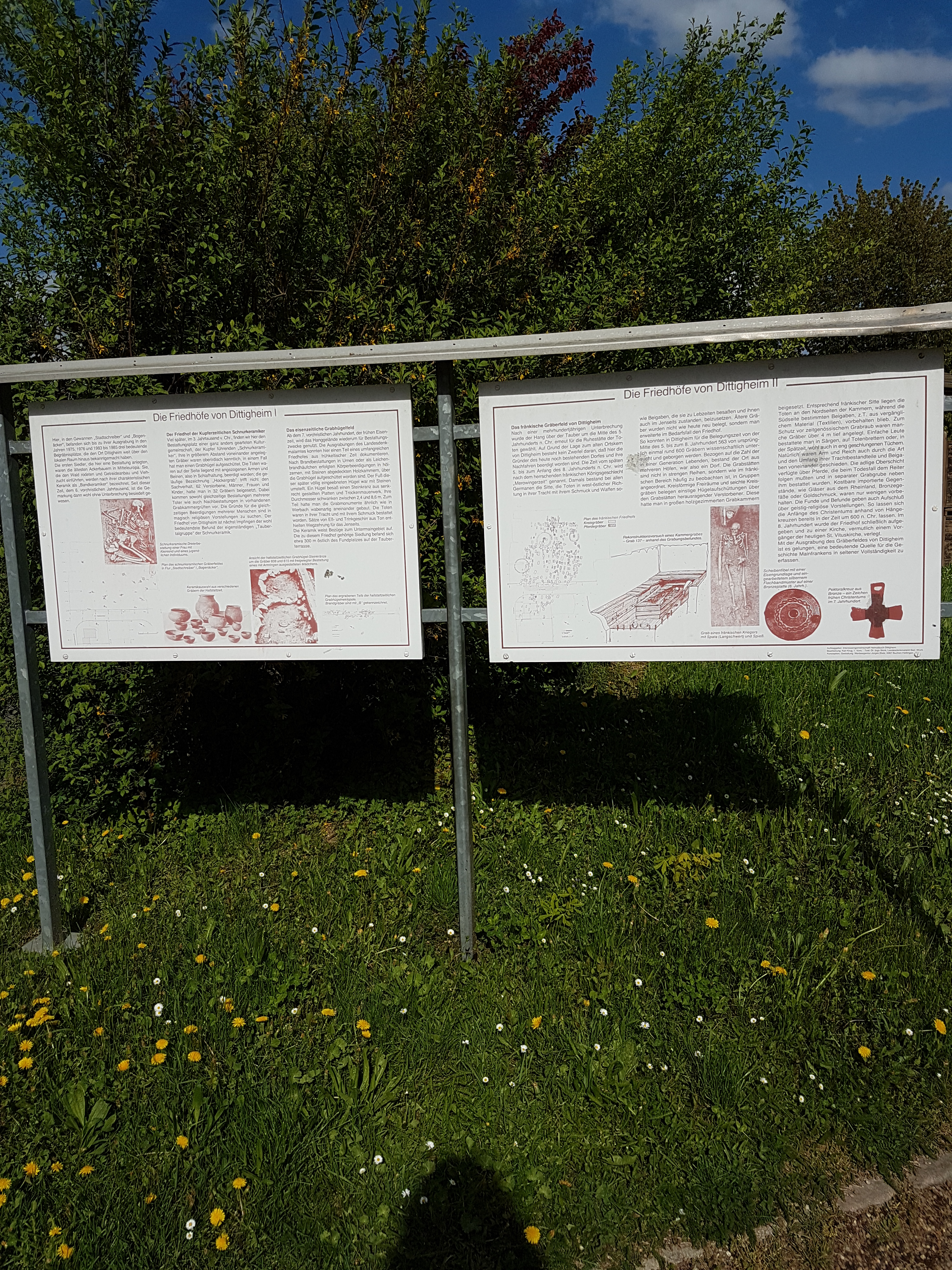
Informtionstafeln Schnurkeramikgräberfeld

Prähistorische Grabfunde aus dem Schnurkeramikergräberfeld der Jungsteinzeit deuten darauf hin, dass die Besiedelung des Ortes bereits vor mehr als 4000 Jahren erfolgte.

### Mittelalter
Die erste Nennung Dittigheims als „Dietenhein“ geht auf das Jahr 768 zurück. Es handelt sich um einen Ort der frühen Merowingerzeit. Urkundliche Erwähnungen des Ortes erfolgten um das Jahr 800 als Ditenkeim, im Jahre 1100 als Tieticheim und im Jahre 1313 als Dyetenkeim.
Dittigheim war ein früher Besitz der fuldischen Propstei Holzkirchen. Um das Jahr 1100 wurden die Brüder Tragebodo und Richard von Dittigheim genannt. Bereits seit der fränkischen Zeit lässt sich das Adelsgeschlecht der „Ritter von Dittigheim“ nachweisen. Zwischen 1313 und 1369 wurde ein Niederadel von Dittigheim erwähnt. Die letzten bekannten und nachgewiesenen Ritter von Dittigheim waren Walther von Dietenhein (1351 in einer Würzburger Urkunde erwähnt) und Peter von Dietenkein (1366 bis 1376 Dekan des Bistums Neumünster). In der Folge starb das Geschlecht der Dittigheimer Ritter aus. Eine Burg wurde auf Dittigheimer Gemarkung nie genannt, aber auf dem zur Gemarkung gehörenden Höhberg befinden sich Reste eines Turmes.
Der Ort gehörte einst zur Herrschaft Lauda. Zur Hälfte wurde Dittigheim von den Grafen von Rieneck als Heiratsgut an die Markgrafen von Baden verschrieben und im Jahre 1320 wieder zurückgelöst. Um das Jahr 1358 wurde Dittigheim wie Lauda hanauisch. Im Jahre 1453 kam der Ort zur Hälfte als Pfand an die Grafen von Rieneck, die andere Hälfte lag damals wohl noch bei Hanau.

### Neuzeit
Ganz Dittigheim gelangte nach dem Dreißigjährigen Krieg (1618 bis 1648) über Leuchtenberg  zum Würzburger Amt Grünsfeld. Bis zum Ende des 16. Jahrhunderts gehörte Dittigheim zur Zehnt Tauberbischofsheim, dann zur Zehnt Grünsfeld. Der Ort war einst ummauert. Im Jahre 1803 gelangte Dittigheim an das Fürstentum Salm und fiel 1806 unter badische Souveränität.
Ab 1813 gehörte der Ort zum Bezirksamt Tauberbischofsheim, ab 1840 zum Bezirksamt Gerlachsheim und ab 1849 wiederum zum Bezirksamt Tauberbischofsheim, das wiederum im Landkreis Tauberbischofsheim und 1973 im Main-Tauber-Kreis aufging. Am 1. Januar 1975 wurde Dittigheim im Zuge der Gebietsreform in Baden-Württemberg gemeinsam mit Distelhausen und Dittwar ein Teil von Tauberbischofsheim.

### Einwohnerentwicklung
| Jahr | Dittigheimer Bevölkerung | Sonstiges |
| ---- | ------------------------ | --- |
| 1961 | 0806                     | Volks-, Berufs- und Arbeitsstättenzählungen in Westdeutschland vom 6. Juni 1961 (Gemeindeverzeichnis)               |
| 1970 | 0910                     | Volks-, Berufs- und Arbeitsstättenzählungen in Westdeutschland vom 27. Mai 1970 (Gemeindeverzeichnis)               |
| 2015 | 1002                     | Fortgeschriebene Daten der Stadt Tauberbischofsheim anhand der Volkszählung in der Europäischen Union 2011 (Zensus) |

Quellen: Gemeindeverzeichnis und Angaben der Stadt Tauberbischofsheim

## Religion

### Christentum
Bereits im Jahre 1401 ist Pfarrei unter rieneckischem Patronat nachgewiesen, kurzfristig durch die Leuchtenberger (etwa zwischen 1550 und 1570) evangelisch; im 17. Jahrhundert würzburgisch. Die Kirche St. Vitus wurde von 1748/52 nach einem Entwurf von B. Neumann erbaut. Es handelt such um einen einschiffigen hochgezogenen Raum mit Frontturm und dreiseitig geschlossenem Chor. Ein Deckengemälde stammt von J. M. Wolcker. Nach der Jahrtausendwende fand eine umfassende Renovierung statt. Die evangelischen Gläubigen gehören zur Christuskirche in Tauberbischofsheim.

### Judentum

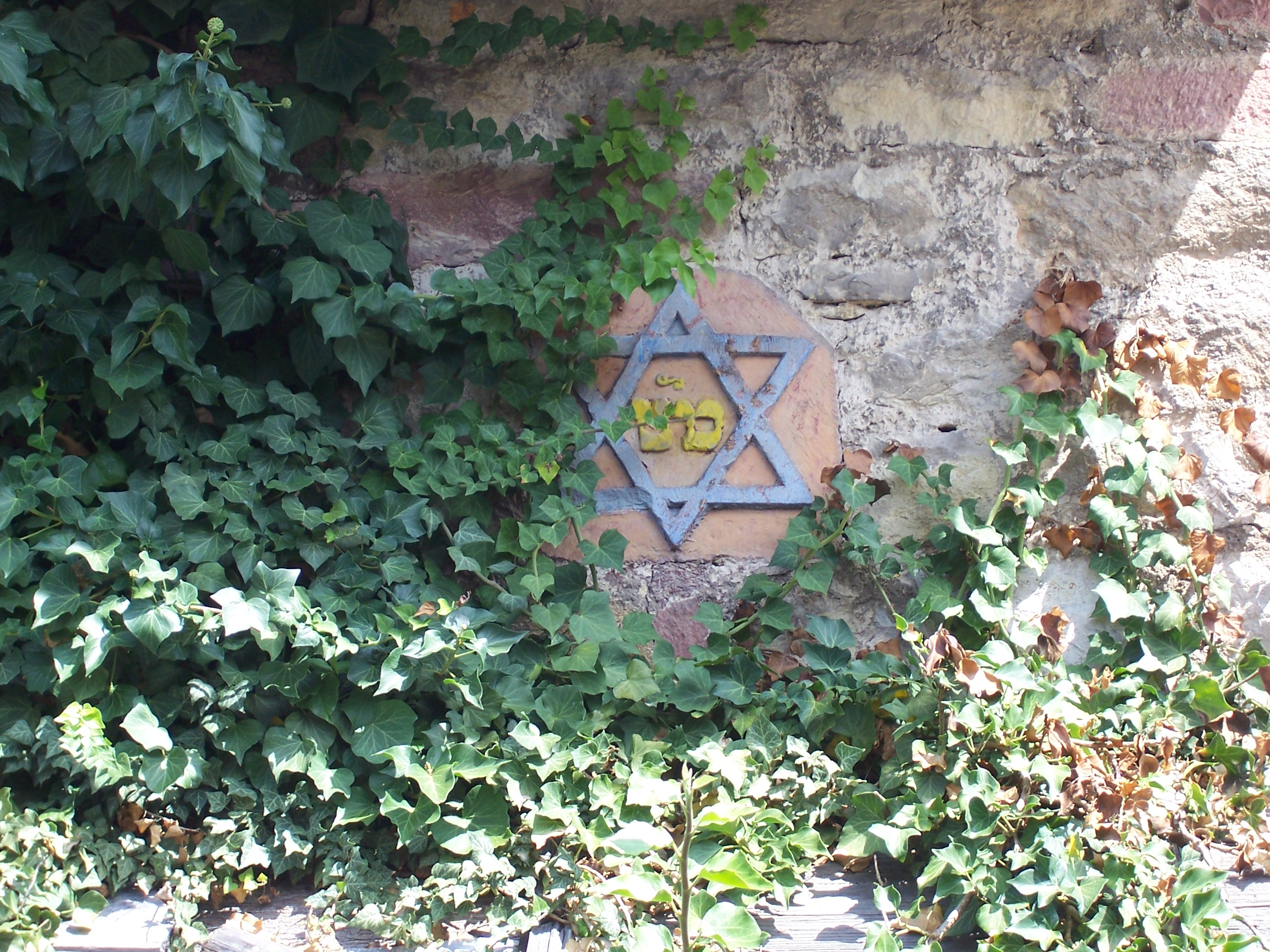
Ein Traustein (oder Hochzeitsstein) an der ehemaligen Dittigheimer Synagoge (erbaut ca. 1769)

In Dittigheim bestand bis Anfang des 19. Jahrhunderts eine jüdische Gemeinde, deren Entstehung in die Zeit des 16./17. Jahrhunderts zurückreicht. Im November 1881 kam es zur Auflösung der jüdischen Gemeinde Dittigheim. Die verbliebenen Juden besuchten daraufhin die Tauberbischofsheimer Synagoge.

## Politik

### Bürgermeister
| Amtszeit  | Bürgermeister |
| --------- | ------------- |
| 1948–1974 | Oskar Weinig  |

### Ortschaftsrat
Der Ortschaftsrat besteht aus fünf Personen. Vier Ortschaftsräte stellt die CDU und ein weiterer kommt von der UFW.

### Ortsvorsteher
Ortsvorsteher ist Elmar Hilbert (CDU). Sein Stellvertreter ist Markus Schmitt (CDU).

### Wappen
Das Wappen von Dittigheim beschreibt den Märtyrer-Tod des Heiligen Vitus, der unter Diokletian starb. Er wird in der römisch-katholischen Kirche als Heiliger verehrt und zählt zu den vierzehn Nothelfern.

## Wirtschaft

### Wasserversorgung
Das in Dittigheim von 2015 bis 2017 errichtete Wasserwerk Taubertal versorgt rund 40.000 Menschen aus drei Städten und drei Gemeinden, sowie Industrie und Gewerbe im mittleren Taubertal mit Trinkwasser. Betreiber ist der Zweckverband Wasserversorgung Mittlere Tauber, dem neben den Städten Tauberbischofsheim, Lauda-Königshofen und Grünsfeld auch die Gemeinden Großrinderfeld, Werbach und Wittighausen angehören.

### Weinanbau
Dittigheim ist ein bekannter Weinort mit der Lage und Weinsorte „Dittigheimer Steinschmätzer“.

### Tourismus

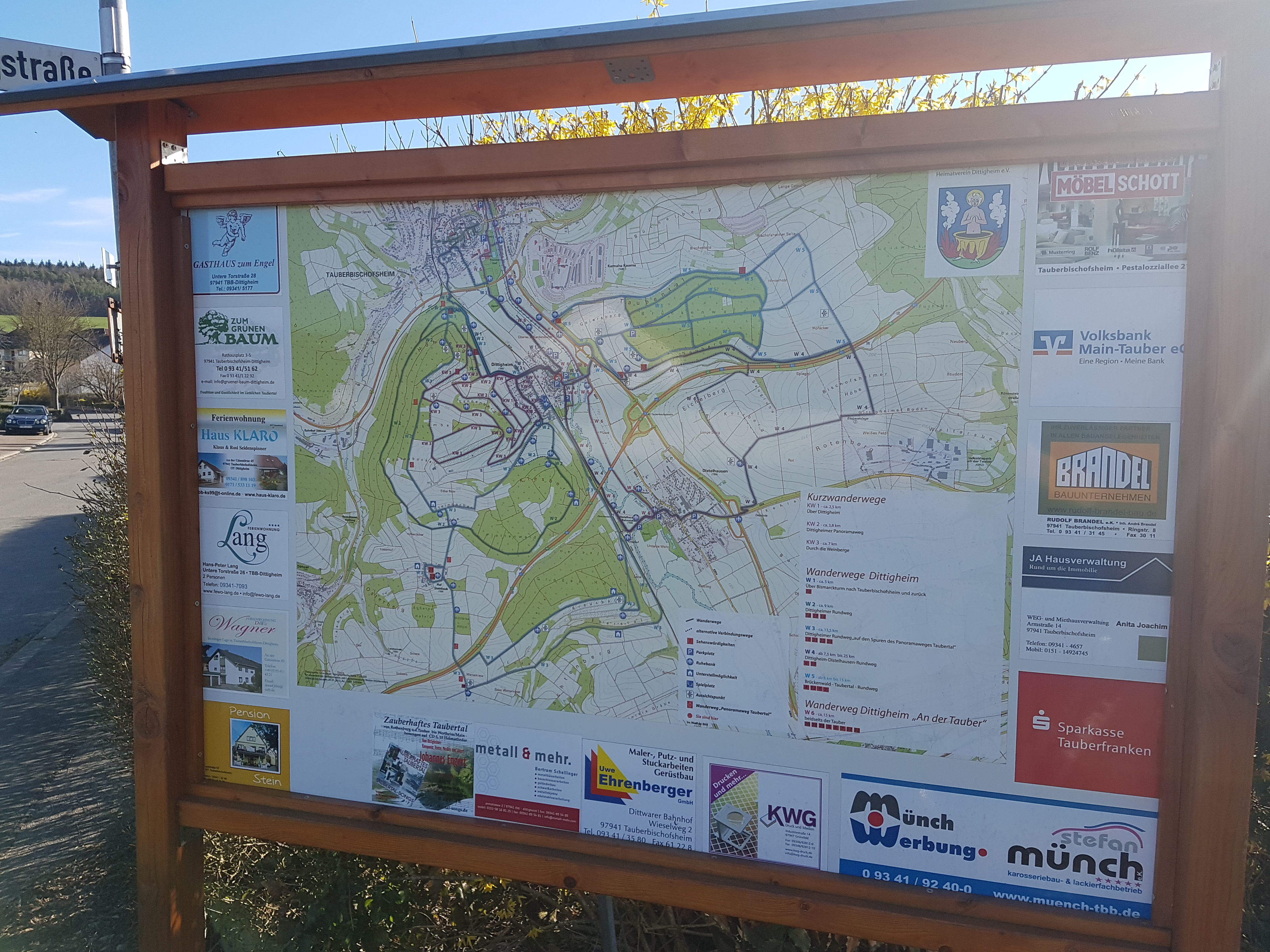
Informationstafel über Wanderwege rund um Dittigheim

Durch die Lage am Taubertalradweg im Lieblichen Taubertal ist Dittigheim mit zwei Gaststätten, einem Biergarten und Übernachtungsmöglichkeiten ein Ziel für Rad- und Wandertouristen.

### Verkehr
Dittigheim hat einen Haltepunkt an der Bahnstrecke Lauda–Wertheim.
In der Nähe befindet sich seit 1972 die Anschlussstelle Tauberbischofsheim an die Bundesautobahn 81.

### Medien
Tauberbischofsheim AKTUELL informiert als städtisches Mitteilungsblatt jeweils zum ersten und dritten Donnerstag eines Monats.

## Kultur und Sehenswürdigkeiten

### Bauwerke und Baudenkmäler

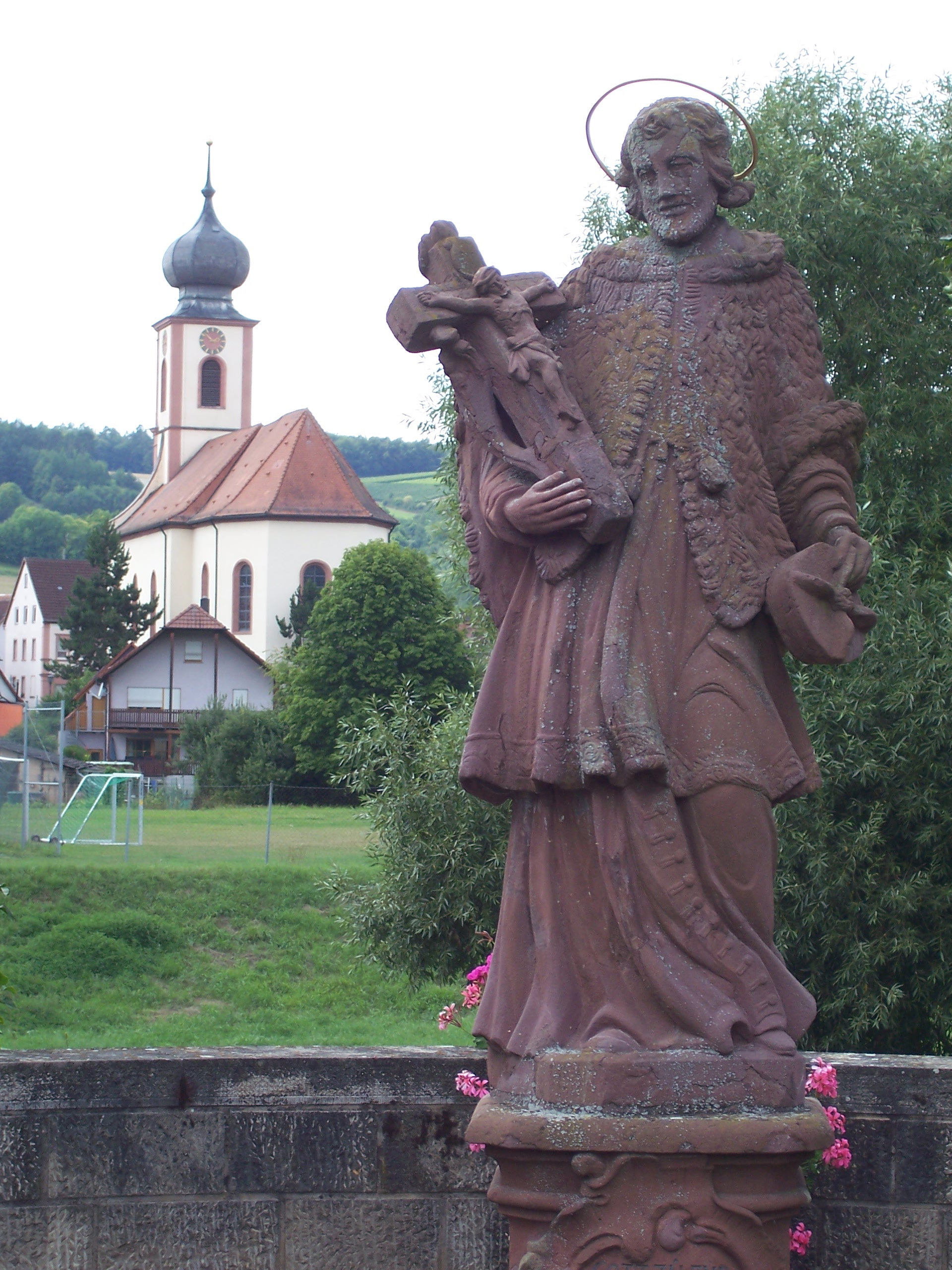
Die Statue des St. Nepomuk (1777) und Kirche St. Vitus in Dittigheim, erbaut 1748–1752

#### Katholische Barockkirche St. Vitus
Im Ort befindet sich die römisch-katholische Barockkirche St. Vitus, die 1748–1752 nach Plänen von Balthasar Neumann erbaut wurde

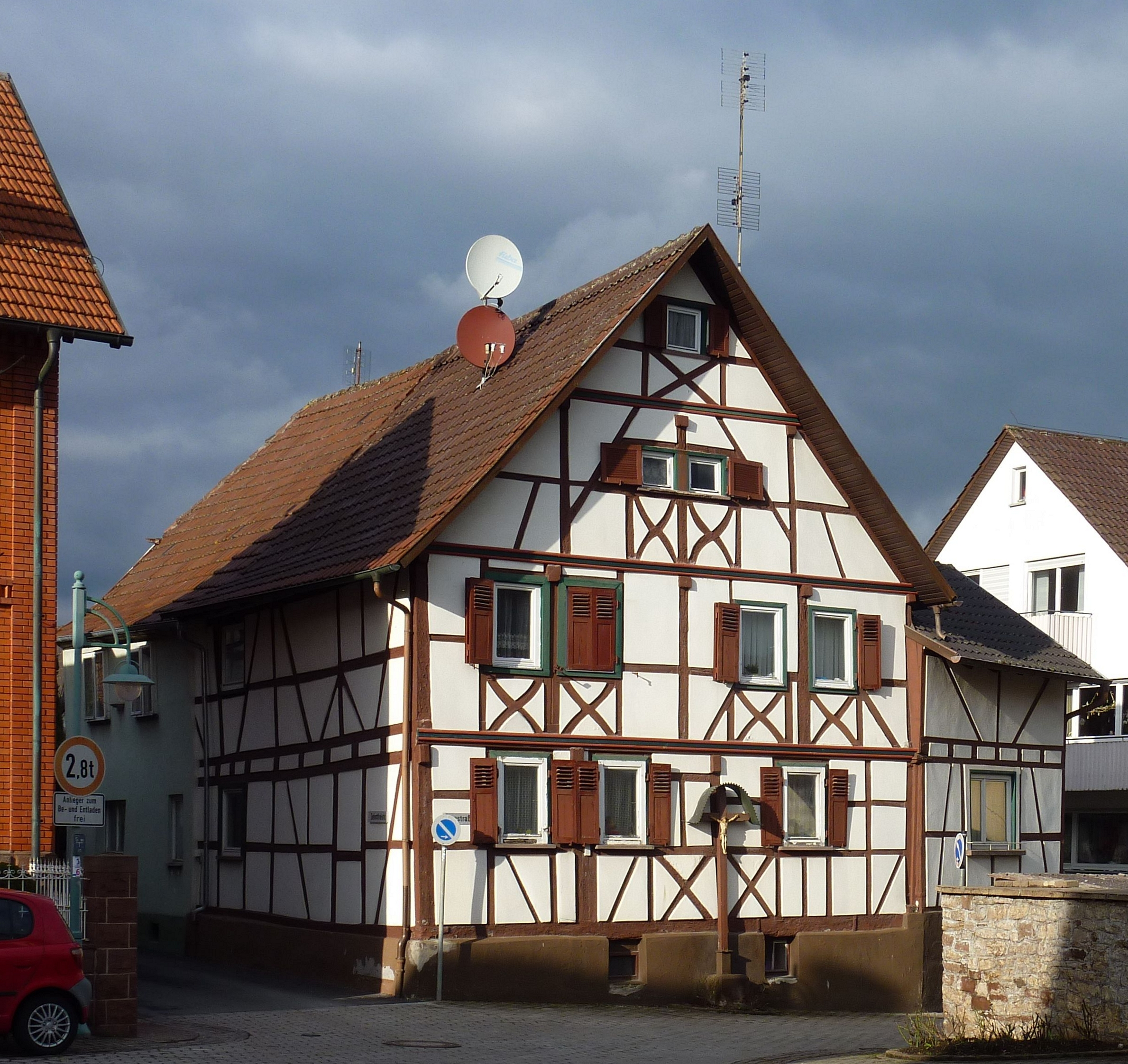
Ein Fachwerkhaus im Dittigheimer Ortskern

Da es in Dittigheim keine evangelische Kirche gibt, besuchen die evangelischen Gottesdienstteilnehmer die evangelische Christuskirche in Tauberbischofsheim.

#### Kapelle Zur Schmerzhaften Muttergottes
In der Kleinsiedlung Hof Steinbach, auf der Dittigheimer Gemarkung liegend, befindet sich die Kapelle Zur Schmerzhaften Muttergottes (Schmerzen Mariens).

#### Fachwerkhäuser
Im Dittigheimer Ortskern stehen mehrere traditionelle Fachwerkhäuser und reich verzierte Bildstöcke.

#### Bildstöcke, Stein- und Holzkreuze

##### Wetterkreuz
1714 wurde zum „ewigen Andenken“ an einen Gewitterschaden ein „Wetterkreuz“ errichtet, das auf vielen Wanderkarten ausgewiesen ist. Dessen Postament bildet den Grenzstein zu den Gemarkungen von fünf Altgemeinden (Oberlauda, Lauda, Distelhausen, Dittwar und Dittigheim), deren Ortswappen darauf abgebildet sind. Nach der Gebietsreform in Baden-Württemberg sind die angrenzenden Altgemeinden teils nurmehr Ortsteile und Dittigheim ist nicht mehr unmittelbarer Anlieger.

##### Nepomukstatue
Am Ortseingang befindet sich eine Statue des St. Nepomuk von 1777.

### Regelmäßige Veranstaltungen
(jeweils jährlich)
- Straßenfest des Musikvereins, am 1. Mai[22]
- Radsportevent durch den Turnverein Dittigheim, am 2. Juli-Wochenende, mit Mountainbikerennen am Freitag, Dittigheimer Duathlon am Samstag und Mannschaftsradrennen am Sonntag[22]

## Vereine
In Dittigheim bestehen die folgenden zwölf Vereine:
- Angelsportverein Dittigheim e. V.
- Club 90
- DLRG-Dittigheim e. V.
- Freiwillige Feuerwehr
- Frauengemeinschaft
- Heimatverein Dittigheim e. V.
- Junge Union Ortsverbandes Dittigheim – Distelhausen
- Kreis junger Frauen
- Kyffhäuser
- RaDi – Radfahrer von Dittigheim
- Singkreis Dittigheim 1986 e. V.
- Turnverein 1937 Dittigheim e. V.